# Hexatoma (Eriocera) chirothecata
Hexatoma (Eriocera) chirothecata is een tweevleugelige uit de familie steltmuggen (Limoniidae). De soort komt voor in het Palearctisch gebied.